# Всеобщие выборы в Перу (1931)
Всеобщие выборы в Перу проходили 11 октября 1931 года. На них избирались президент и 145 депутатов Конституционного собрания. В результате президентом был избран Луис Мигель Санчес Серро от фашистского Революционного союза, который получил 50,8% голосов.

## Результаты

### Президентские выборы
| Кандидат                             | Партия                               | Голоса  | %    |
| ------------------------------------ | ------------------------------------ | ------- | ---- |
| Луис Мигель Санчес Серро             | Революционный союз                   | 152 149 | 50,8 |
| Виктор Рауль Айя де ла Торре         | Перуанская партия Априста            | 106 088 | 35,4 |
| Хосе Мария де ла Хара и Урета        | Республиканское действие             | 21 950  | 7,3  |
| Артуро Озорес                        | Партия конституционного обновления   | 19 640  | 6,5  |
| Недействительных/пустых бюллетеней   | Недействительных/пустых бюллетеней   | 23 818  | –    |
| Всего                                | Всего                                | 323 645 | 100  |
| Зарегистрированных избирателей/ Явка | Зарегистрированных избирателей/ Явка | 392 363 | 82,5 |
| Источник: Nohlen                     |                                      |         |      |